# Hrvatsko društvo pisaca
Hrvatsko društvo pisaca (HDP) je strukovna organizacija pisaca utemeljena 2002., nakon raskola u Društvu hrvatskih književnika. Promiče književnost, književno stvaralaštvo, položaj pisaca u društvu i hrvatsku književnost u svijetu. Organizacija je nevladina i nepolitička. U 2017. je imala 301 člana.

## Organizacija
Hrvatsko društvo pisaca ima središnjicu u Zagrebu i ogranke u Istri, Rijeci, Slavoniji i Dalmaciji. Članstvo čini tristo domaćih prozaika, pjesnika, dramatičara, kritičara, teoretičara književnosti i esejista. Mnogi su nagrađivani u zemlji i svijetu i prevedeni na mnoge strane jezike. HDP zastupaju predsjednik i glavna tajnica. Tijela upravljanja su Skupština, Upravni odbor i Predsjedništvo. Predsjedništvo čine predsjednik, potpredsjednici i glavni tajnik/tajnica Društva. Organizacija je nevladina i nepolitičkog karaktera, a godišnje joj pristupi oko 15 novih članova. Od 2011. do kraja siječnja 2018. predsjednik je Nikola Petković. Od ožujka 2018. predsjednik HDP-a je Zoran Ferić.

## Djelatnost
Priređuje više književnih festivala međunarodnog karaktera, i vodi međunarodne razmjene pisaca. Organizira tribine, simpozije, okrugle stolove, radionice prevođenja poezije i dr. U 2011. uspostavlja suradnju s rezidencijalnom kućom za pisce Kamov u Rijeci, na programu razmjene pisaca. Razvilo je nakladničku djelatnost. Izdaje više književnih časopisa. Utemeljilo je Biblioteku Poezija te izdalo niz proznih i esejističkih knjiga. Svake godine u okviru međunarodnih razmjena objavljuje male dvojezične knjige (chapbooks) kojima se strani pisci predstavljaju hrvatskim čitateljima. Surađuje s časopisom Sarajevske sveske.
Radi na poboljšanju profesionalnog i materijalnog položaja pisaca, i njihovog ugleda u društvu. Sudjeluje u izradi zakona i propisa koji se tiču statusa pisaca te produkcije književnih i inih tekstova. Društvo se 2012. izborilo za uvrštenje zvanja spisatelja među akademska zvanja. Od 2013. s Ministarstvom kulture organizira predstavljanje hrvatskih pisaca i književnosti na Londonskom sajmu knjiga. Od 2016. skrbi o autorskim pravima na djela pisca Jože Horvata (s izuzetkom autorskih prava na djela “Besa” i “Svjedok prolaznosti”).

#### Festivali
- Književna karika (Literature Link) – međunarodni književni festival s naglaskom na uspostavljanje veza između domaćih pisaca i stranih izdavača
- Festival europske kratke priče – promovira formu kratke priče i ugošćuje ugledne europske pisce koji ih pišu
- Stih u regiji – pjesnički festival koji okuplja pjesnike iz Hrvatske, Slovenije, Bosne i Hercegovine, Srbije, Crne Gore, Makedonije i s Kosova.

#### Časopisi
- Europski glasnik – jedan od najopsežnijih časopisa za književnost u Hrvatskoj
- Tvrđa (časopis) – objavljuje esejistiku te književno-znanstvene i filozofske tekstove hrvatskih i stranih autora
- Književna republika (HDP)
- Poezija (časopis) – jedini hrvatski časopis koji se bavi isključivo poezijom, cijenjen i izvan Hrvatske
- Relations (časopis) – objavljuje prijevode hrvatskih pisaca na engleski, njemački, francuski i druge jezike

#### Književne nagrade
- Nagrada Janko Polić Kamov, godišnja nagrada za najbolje književno djelo napisano na hrvatskom jeziku. Glavni kriterij je književna izvrnost, a žiri vrednuje i inovativnost u pogledu teme, stila i jezika.